# Thomas Boudat
Thomas Boudat (Langon, 24 febbraio 1994) è un pistard e ciclista su strada francese che corre per il team Van Rysel-Roubaix. Campione del mondo di omnium su pista nel 2014, è professionista dal 2015.

## Palmarès

### Pista
- 2012

Campionati francesi, Inseguimento individuale Junior
Campionati francesi, Inseguimento a squadre
Campionati francesi, Americana Junior
Campionati europei, Corsa a punti Junior
- 2013

3ª prova Coppa del mondo 2012-2013, Americana (Aguascalientes, con Vivien Brisse)
Campionati francesi, Inseguimento a squadre (con Romain Cardis, Julien Morice e Maxime Piveteau)
Campionati francesi, Corsa a punti
Campionati francesi, Omnium
Campionati europei, Corsa a punti Under-23
Campionati europei, Americana Under-23 (con Bryan Coquard)
Fenioux Piste International, Corsa a punti
Fenioux Piste International, Americana (con Romain Le Roux)
Los Angeles Grand Prix, Scratch
Los Angeles Grand Prix, Omnium
- 2014

Campionati del mondo, Omnium
Track Cycling Challenge, Americana (con Morgan Kneisky)
Campionati francesi, Inseguimento a squadre (con Lucas Destang, Jean-Marie Gouret e Julien Morice)
Campionati francesi, Scratch
Campionati francesi, Omnium
Sei giorni di Grenoble, (con Vivien Brisse)
International Belgian Open, Omnium
- 2015

Campionati francesi, Inseguimento a squadre (con Bryan Coquard, Julien Morice e Bryan Nauleau)
Campionati francesi, Corsa a punti
Campionati francesi, Americana (con Bryan Coquard)
International Belgian Open, Scratch
International Belgian Open, Americana (con Morgan Kneisky)
- 2016

3ª prova Coppa del mondo 2015-2016, Omnium (Hong Kong)
Fenioux Piste International, Corsa a punti
Fenioux Piste International, Inseguimento individuale Under-23
Campionati europei, Omnium Under-23
Campionati francesi, Corsa a punti
Campionati francesi, Scratch
- 2017

Campionati francesi, Scratch
Campionati francesi, Americana (con Sylvain Chavanel)
- 2018

Campionati francesi, Scratch
Campionati francesi, Omnium
- 2019

Sei giorni di Rotterdam (con Niki Terpstra)
- 2022

Troféu Internacional Município de Anadia, Corsa a punti
1ª prova Coppa delle Nazioni, Americana (Glasgow, con Benjamin Thomas)
Trois Jours d'Aigle, Corsa a punti
Campionati europei, Inseguimento a squadre maschile (con Thomas Denis, Quentin Lafargue, Valentin Tabellion e Benjamin Thomas)
- 2023

Campionati francesi, Corsa a eliminazione
Campionati francesi, Inseguimento a squadre (con Valentin Tabellion, Clément Cordenos, Thomas Denis e Théo Bracke)
Campionati francesi, Americana (con Valentin Tabellion)
- 2024

Campionati francesi, Americana (con Valentin Tabellion)

### Strada
- 2012 (Juniores)

Trophée Louison Bobet
- 2013 (Vendée U)

3ª tappa Tour des Mauges
- 2014 (Vendée U)

ZLM Tour
Boucles talmondaises
Classifica generale Tour de Mareuil-Verteillac-Ribérac
Klasika Lemoiz
3ª tappa Grand Prix Cycliste de Machecoul (Machecoul)
Classifica generale Grand Prix Cycliste de Machecoul
- 2015 (Team Europcar, una vittoria)

Classica Corsica
- 2017 (Team Direct Énergie, tre vittorie)

Grand Prix de la Ville de Lillers
3ª tappa Settimana Internazionale di Coppi e Bartali (Crevalcore > Crevalcore)
Parigi-Chauny
- 2018 (Team Direct Énergie, due vittorie)

1ª tappa Vuelta a Andalucía (Mijas > Granada)
Cholet-Pays de la Loire
- 2019 (Team Total Direct Énergie, una vittoria)

Circuit de Wallonie

#### Altri successi
- 2013 (Vendée U)

Circuit des Vins du Blayais
3ª tappa Tour de Seine-Maritime (Montivilliers, cronosquadre)
- 2014 (Vendée U)

3ª tappa Tour d'Eure-et-Loir (Bonneval, cronosquadre)
2ª tappa Grand Prix Cycliste de Machecoul (Machecoul, cronosquadre)
- 2016 (Team Direct Énergie)

Classifica giovani Boucles de la Mayenne

## Piazzamenti

### Grandi Giri
- Tour de France

2017: 140º
2018: 89º

### Classiche monumento
- Milano-Sanremo

2020: 129º

### Competizioni mondiali
- Campionati del mondo su pista

Mosca 2011 - Inseguimento a squadre Junior: 6º
Mosca 2011 - Omnium Junior: 10º
Minsk 2013 - Inseguimento individuale: 20º
Minsk 2013 - Corsa a punti: 9º
Cali 2014 - Omnium: vincitore
Cali 2014 - Americana: 10º
St. Quentin-en-Yvelines 2015 - Omnium: 8º
Londra 2016 - Omnium: 9º
Roubaix 2021 - Inseguimento a squadre: 2º
St. Quentin-en-Yvelines 2022 - Corsa a punti: 14º
St. Quentin-en-Yvelines 2022 - C. a eliminazione: 11º
- Campionati del mondo su strada

Limburgo 2012 - In linea Junior: 7º
Ponferrada 2014 - In linea Under-23: 27º
- Giochi olimpici

Rio de Janeiro 2016 - Omnium: 5º

### Competizioni europee
- Campionati europei su pista

Anadia 2011 - Inseguimento a squadre Junior: 3º
Anadia 2011 - Omnium Junior: 6º
Anadia 2012 - Inseguimento a squadre Junior: 7º
Anadia 2012 - Corsa a punti Junior: vincitore
Anadia 2012 - Americana Junior: 4º
Panevėžys 2012 - Americana: 8º
Anadia 2013 - Corsa a punti Under-23: vincitore
Anadia 2013 - Omnium Under-23: 3º
Anadia 2013 - Americana Under-23: vincitore
Apeldoorn 2013 - Corsa a punti: 2º
Apeldoorn 2013 - Omnium: 13º
Anadia 2014 - Inseguimento a squadre Under-23: 10º
Anadia 2014 - Corsa a punti Under-23: 2º
Anadia 2014 - Omnium Under-23: 5º
Anadia 2014 - Americana Under-23: 3º
Atene 2015 - Corsa a punti Under-23: 8º
Atene 2015 - Omnium Under-23: 3º
Atene 2015 - Americana Under-23: 2º
Grenchen 2015 - Inseguimento a squadre: 4º
Grenchen 2015 - Omnium: 4º
Montichiari 2016 - Omnium Under-23: vincitore
Grenchen 2021 - Americana: 6º
Grenchen 2021 - Omnium: 7º
Grenchen 2021 - Corsa a eliminazione: 3º
Monaco di Baviera 2022 - Americana: 2º
Monaco di Baviera 2022 - Inseguimento a squadre: vincitore
Apeldoorn 2024 - Americana: 2º
- Campionati europei su strada

Nyon 2014 - In linea Under-23: 4º
Plouay 2020 - In linea Elite: 54º
Monaco di Baviera 2022 - In linea Elite: 82º
- Giochi europei

Baku 2015 - In linea: ritirato